# Junkertroylhof
Junkertroylhof war ein Gutsbezirk im Kreis Danziger Niederung der preußischen Provinz Westpreußen. Das Gebiet gehört seit 1945 zum Dorf Stegienka der Landgemeinde Stegna im Powiat Nowodworski der Woiwodschaft Pommern in Polen. Der Feldflugplatz Junkertroylhof wurde am 4. Mai 1945 aufgegeben.

## Geographie
Junkertroylhof lag etwa 25 Kilometer östlich von Danzig im Steegner Werder, zwischen Steegnerwerder (polnisch Stegienka) im Osten und Freienhuben (Izbiska) im Westen. Das Werder ist Teil des Żuławy Wiślane (Weichsel-Nogat-Delta). Der Ort Pasewark (Jantar) lag im Norden. Zum Gutsbezirk Junkertroylhof gehörte der Wohnplatz Hirschkrug (Lage ⊙).

## Geschichte
Das Gut wurde früher auch als Bolhagenshof, Oardshof oder Klein Junkertroyl bezeichnet. Das nahe gelegene Dorf Junkertroyl erhielt nach 1945 den Namen Chorążówka. Der Gutsbezirk kam 1887 vom Landkreis Danzig zum Kreis Danziger Niederung. Sitz des Amtsbezirks war Steegen, wo sich auch das Standesamt und die evangelische Kirche befanden. Das Kirchspiel Steegen gehörte zum Kirchenkreis Danziger Nehrung. Katholiken waren nach Fürstenwerder (Żuławki) eingepfarrt.
Das Gut Junkertroylhof umfasste 1880 mit Hirschkrug 1044 Morgen (261 Hektar) und hatte 66 Einwohner (Volkszählung 1880). Der Gutsbezirk hatte im Jahr 1905 53 und 1910 48 Einwohner. Hirschkrug hatte 1905 neun Bewohner. Aufgrund der Bestimmungen des Versailler Vertrags kam das Gebiet nach dem Ersten Weltkrieg 1920 an die Freie Stadt Danzig. Am 1. Oktober 1929 wurde der Gutsbezirk Junkertroylhof in die Landgemeinde Steegnerwerder eingegliedert. Der Gutsbezirk Ziesewald kam zur Landgemeinde Junkeracker und im April 1934 mit 106,6 Hektar ebenfalls zur Landgemeinde Steegnerwerder. Am 1. April 1936 wurde der Amtsbezirk Steegen aufgelöst und Steegnerwerder kam mit Junkertroylhof zum neuen Amtsbezirk Fischerbabke.
Das Gebiet des Steegner Werders mit dem Konzentrationslager Stutthof wurde im Zweiten Weltkrieg erst nach der Kapitulation von Karlshorst durch die Rote Armee eingenommen und fiel in der Folge mit Westpreußen an die Volksrepublik Polen. Die ortsansässige Bevölkerung wurde vertrieben. Von 1975 bis 1998 gehörte die Landgemeinde Steegen zur Woiwodschaft Elbing und kam zum 1. Januar 1999 zur Woiwodschaft Pommern. Das Herrenhaus ist erhalten, das Gebiet gehört zum Dorf Stegienka.

## Feldflugplatz Junkertroylhof
Die III. Gruppe und Teile der I. Gruppe des Jagdgeschwaders 51 „Mölders“ wurden im April 1945 vom Fliegerhorst Brüsterort nordwestlich von Königsberg über Littausdorf und Neutief (russisch Коса Kossa) nach Junkertroylhof verlegt. Der Feldflugplatz Junkertroylhof hatte eine Grasbahn und war etwa ab dem 23. April einsatzbereit (Lage ⊙). Der Gruppenkommandeur Joachim Brendel befahl am 4. Mai den verbliebenen 15 Piloten den Start nach Kopenhagen. Oberfeldwebel Petzschler landete mit seiner Messerschmitt Bf 109 wegen eines angeblichen Navigationsfehlers oder Treibstoffmangels in Malmö-Bulltofta, Schweden. Die Maschinen waren für diesen Flug zum Teil notdürftig instand gesetzt worden.
Im nahe gelegenen Popowo (Poppau) bestand später der Landeplatz Lądowisko Stegna.

## Persönlichkeiten
- Günther Flindt (1910–1997), Verwaltungsjurist und Ministerialbeamter; Sohn des Gutsbesitzers.